# Feniks (demon)
Feniks – w tradycji okultystycznej demon, upadły anioł, markiz piekła. Znany również pod imionami Fejniks, Feneks, Phenex, Phoenix, Phoeniex i Pheynix.
Rozporządza 20 legionami duchów. Przed upadkiem należał do Chóru Tronów. W Sztuce Goecji jest trzydziestym siódmym, a w Pseudomonarchii Daemonum sześćdziesiątym ósmym duchem. Rzekomo wyjawił królowi Salomonowi, że po upływie 1000 albo 1200 lat ma nadzieję powrócić na siódmy tron (w niebie).
Gustav Davidson pisze, że wedle Henocha Feniks to także rodzaj czy chór aniołów, a nie tylko jeden konkretny upadły anioł.

## Wdemonologii
By go przywołać i podporządkować, potrzebna jest jego pieczęć, która według Sztuki Goecji powinna być zrobiona ze srebra.
Demon ten uważany jest za wspaniałego poetę, który pięknie wysławia się na temat cudownych nauk. Potrafi spełnić każde życzenie. Odpowie (zawsze wierszem) na pytania ze wszystkich dziedzin nauki.
Przedstawiany jest jako feniks z głową dziecka. Jego głos przypomina dziecięcy. Zanim się ukaże słychać melodyjne dźwięki, które powinno się zignorować (najlepiej zatkać uszy) i zmusić go by przybrał ludzką postać.